# Витез, Янош
Янош Витез (венг. János Vitéz; ок. 1408, Средна — 9 августа 1472, Эстергом) — венгерский кардинал, воспитатель Матьяша Хуньяди, венгерский и хорватский гуманист, дипломат, латинист, математик, астролог и астроном. Епископ Варада с 4 июня 1445 по 11 мая 1465. Архиепископ Эстергома с 11 мая 1465 по 9 августа 1472. Канцлер Венгерского королевства.

## Молодость
Витез родился в Средне около Крижевци в хорватско-венгерской семье, которая имела влияние при венгерском дворе. Мать Витеза происходила из рода Гаразда (родом из Боснии, фамилия происходит от города Горажде). По отцовской линии он происходил из комитата Пешт (фамилия отца изначально была Csévi). Его отец был секретарем регента Яноша Хуньяди с 1446 по 1452 год. Витез стал протонотарием в его правительстве.
Витез учился в Вене, где получил юридическое образование и приобрел знания в области физики, астрономии и алхимии благодаря частым контактам с другими гуманистами. В канцелярии императора Сигизмунда он, вероятно, встретил итальянского гуманиста Пьера Паоло Вержерио. Некоторое время (около 1437 г.) он был каноником в Загребе. В тот период он помог укрепить отношения между хорватской столицей и процветающими итальянскими культурными и научными центрами. Затем он уехал в Венгрию, где сыграл важную роль в развитии культурных и научных учреждений.

## Карьера

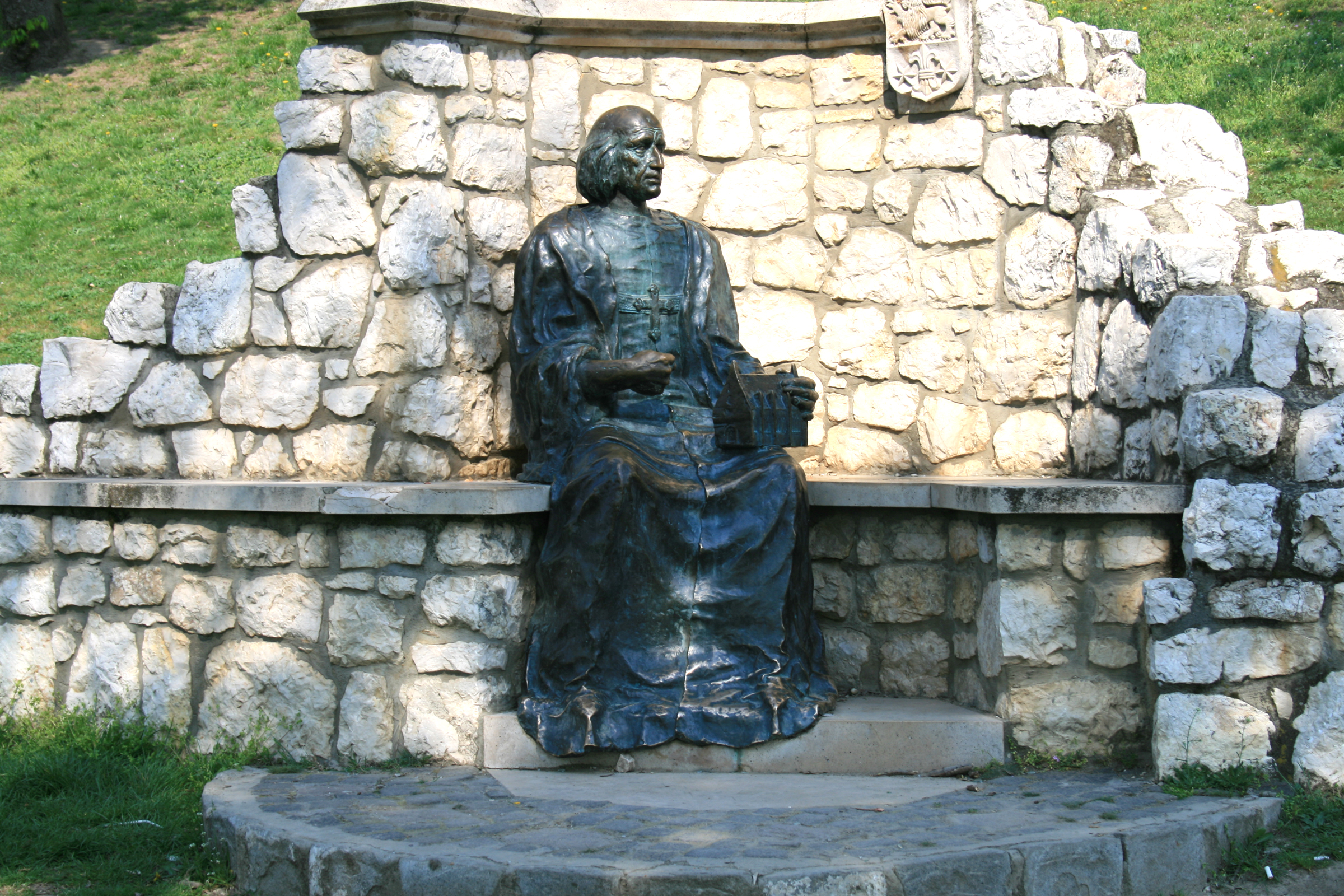
Памятник Яношу Витезу в Эстергоме

Витез был одним из воспитателей сына Хуньяди Матьяша Корвина, который позже стал королем Венгрии. Витез стал епископом Орадя в 1445 году и превратил его в гуманистический центр, куда он пригласил ряд польских и немецких гуманистов, таких как Григорий Сяноцкий. Он коллекционировал книги и построил в Ораде библиотеку. И его двор, и библиотека переехали из Оради в Эстергом в 1465 году.
В правительстве Матьяша I он занимал множество должностей. Прежде всего, благодаря своему опыту он выступал в роли дипломата. В 1458 году он был отправлен в Прагу к Йиржи из Подебрад, чтобы выкупить короля. Он был также послан к императору Священной Римской империи Фридриху III. После 1464 года он стал канцлером, но не особо проявил себя на этом посту. В конце 1460-х он отдалился от короля и в 1471 году возглавил заговор против Матьяша.
Витеза, говоривший и писавший на превосходной латыни, играл большую роль в кругу гуманистов при дворе Корвина, некоторые из которых были видными учеными, такими как Региомонтан, Пурбах и Ханс Дорн. Он особенно интересовался естественными науками и способствовал их изучению. Он основал академию и библиотеку в Орадя (переехавшие в Эстергом) и Истрополитанскую академию в Пожони (ныне Братислава). Он продвигал астрологические и астрономические исследования, имел собственные астрономические инструменты и основал обсерваторию в Эстергоме. Иногда его называют отцом венгерского гуманизма.
После восстания против короля (1471—1472) он потерял свои привилегии и поместья. Вскоре после этого он заболел и умер в Эстергоме.
Его племянником был великий гуманист Янус Панноний.